# Club Atlético Central Córdoba de Santiago del Estero
Il Club Atlético Central Córdoba, o semplicemente Central Córdoba, è una società polisportiva argentina con sede nella città di Santiago del Estero. È nota principalmente per la sua sezione calcistica che milita nella Primera División, la massima serie del calcio argentino.

## Storia
Nel 1967 il club è stato promosso per la prima volta nella sua storia nella massima divisione argentina. Al termine dell'annata è retrocesso terminando quattordicesimo, riuscendo comunque a battere per 2-1 il Boca Juniors alla Bombonera.
Nel 1971 ha fatto ritorno in Primera División terminando tuttavia la stagione al penultimo posto retrocedendo di nuovo.
Nella stagione 2018-2019, il club ha conseguito la sua terza promozione in Primera División.
Nella stagione 2024 conquista il primo titolo della sua storia vincendo la Coppa Argentina nella finale contro il Velez Sarsfield per 0-1.

## Cronistoria
- Partecipazioni alla Primera División: 3 (1967, 1971, 2019/20).
- Partecipazioni al Torneo Promocional: 1 (1968)
- Partecipazioni alla Primera B Nacional: 10 (1986/87, 1987/1988, 1988/89, 1989/90, 1990/91, 1991/92, 2015, 2016, 2016/17, 2018/19).
- Partecipazioni al Torneo Federal A: 9 (1998/99, 2008/09, 2009/10, 2010/11, 2011/12, 2012/13, 2013/14, 2014, 2017/18)
- Partecipazioni al Torneo Federal B: 7 (1996, 1998, 2000, 2004/05, 2005/06, 2006/07, 2007/08).

## Palmarès

### Competizioni nazionali
- Torneo Argentino B: 1

1997-1998
- Torneo Federal A: 2

2014, 2017-2018
- Copa Argentina: 1

2024

### Competizioni regionali
- Torneo Regional: 2

1967, 1971

### Altri piazzamenti
- Copa Argentina:

Finalista: 2018-2019
- Primera B Nacional:

Promozione: 2018-2019

## Organico

### Rosa 2025
| N. |                      | Ruolo | Calciatore           |
| -- | -------------------- | ----- | -------------------- |
| 1  | Argentina (bandiera) | P     | Alan Aguerre         |
| 2  | Argentina (bandiera) | D     | Lucas Abascia        |
| 3  | Argentina (bandiera) | D     | Leonardo Marchi      |
| 4  | Argentina (bandiera) | D     | Iván Pillud          |
| 5  | Argentina (bandiera) | C     | Cristian Vega        |
| 6  | Argentina (bandiera) | D     | Facundo Mansilla     |
| 7  | Colombia (bandiera)  | C     | Luis Angulo          |
| 8  | Argentina (bandiera) | C     | Iván Gómez           |
| 9  | Argentina (bandiera) | A     | Lucas Varaldo        |
| 10 | Argentina (bandiera) | A     | Gastón Verón         |
| 11 | Argentina (bandiera) | A     | Matías Perelló       |
| 12 | Argentina (bandiera) | A     | Leonardo Heredia     |
| 13 | Argentina (bandiera) | P     | Javier Vallejos      |
| 14 | Argentina (bandiera) | D     | Gonzalo Trindade     |
| 15 | Uruguay (bandiera)   | C     | Sebastián Cristóforo |
| 16 | Argentina (bandiera) | C     | Manuel Palavecino    |
| 17 | Argentina (bandiera) | D     | Yuri Casermeiro      |

| N. |                      | Ruolo | Calciatore        |
| -- | -------------------- | ----- | ----------------- |
| 18 | Argentina (bandiera) | A     | David Zalazar     |
| 19 | Argentina (bandiera) | D     | Lautaro Rivero    |
| 20 | Argentina (bandiera) | D     | Fernando Martínez |
| 21 | Argentina (bandiera) | C     | Dylan Glaby       |
| 22 | Argentina (bandiera) | P     | Juan Pablo Zozaya |
| 23 | Argentina (bandiera) | P     | Lautaro Bursich   |
| 24 | Argentina (bandiera) | D     | Brian Cufré       |
| 25 | Paraguay (bandiera)  | C     | José Florentín    |
| 26 | Argentina (bandiera) | A     | Diego Barrera     |
| 27 | Argentina (bandiera) | C     | Fernando Juárez   |
| 29 | Argentina (bandiera) | A     | Favio Cabral      |
| 30 | Argentina (bandiera) | D     | Lautaro Montoya   |
| 32 | Argentina (bandiera) | D     | Jonathan Galván   |
| 33 | Argentina (bandiera) | D     | Santiago Moyano   |
| 35 | Argentina (bandiera) | A     | Franco Alfonso    |
| 45 | Argentina (bandiera) | A     | Nazareno Funez    |
| 77 | Argentina (bandiera) | C     | Lucas Besozzi     |